# Chris Chase
Chris Chase (ur. 12 stycznia 1924 w  Nowym Jorku, zm. 31 października 2013 tamże) – amerykańska modelka, dziennikarka i aktorka.

## Filmografia
seriale
- 1951: Love of Life jako Connie Loomis
- 1958: Naked City jako Miss Hilton / Betty Keller
- 1962: Look Up and Live

film
- 1955: Pocałunek mordercy
- 1979: Cały ten zgiełk jako Leslie Perry